# جون ميرفي (مصارع رياضي)
جون ميرفي (بالإنجليزية: John Murphy)‏ هو مصارع رياضي أمريكي، ولد في 12 مايو 1912، وتوفي في 17 أكتوبر 1977.